# Hydrogeologický rajon
Hydrogeologický rajon je území s obdobnými hydrogeologickými poměry, typem zvodnění a proudění podzemní vody, složené z jednoho a více útvarů podzemních vod. Vymezuje se na základě přírodních charakteristik v hloubkové svrchní, základní a hlubinné vrstvě. Tento proces v Česku upravuje vyhláška č. 5/2011 Sb., o vymezení hydrogeologických rajonů a útvarů podzemních vod, způsobu hodnocení stavu podzemních vod a náležitostech programů zjišťování a hodnocení stavu podzemních vod, ve znění pozdějších předpisů.

## Seznam hydrogeologických rajonů v Česku
V Česku je celkem vymezeno 152 hydrogeologických rajonů, jimiž jsou:
- Bazální křídový kolektor na Jizeře
- Bazální křídový kolektor od Hamru po Labe
- Bazální křídový kolektor v benešovské synklinále
- Bečevská brána
- Boskovická brázda - severní část
- Boskovická brázda jižní část
- Budějovická pánev
- Čáslavská křída
- Děčínský Sněžník
- Dlouhá mez - jižní část
- Dlouhá mez - severní část
- Dolnomoravský úval
- Dolnoslezská pánev - východní část
- Dolnoslezská pánev - západní část
- Dyjsko-svratecký úval
- Flyš v mezipovodí Odry
- Flyš v povodí Bečvy
- Flyš v povodí Moravy
- Flyš v povodí Olše
- Flyš v povodí Ostravice
- Flyš v povodí Váhu - jižní část
- Flyš v povodí Váhu - severní část
- Holedeč
- Hornomoravský úval
- Hořicko-miletínská křída
- Hronovsko-poříčská křída
- Chebská pánev (Chebská pánev)
- Chrudimská křída
- Jizerská křída levobřežní
- Jizerská křída pravobřežní
- Jizerský coniak
- Kladenská pánev
- Králický prolom - jižní část
- Králický prolom - severní část
- Královédvorská synklinála
- Krystalinikum a proterozoikum v povodí Úhlavy a dolního toku Radbuzy
- Krystalinikum brněnské jednotky
- Krystalinikum Českého lesa v povodí Černého potoka
- Krystalinikum Českého lesa v povodí Kateřinského potoka
- Krystalinikum Jizerských hor v povodí Lužické Nisy
- Krystalinikum jižní části Východních Sudet
- Krystalinikum Krkonoš a Jizerských hor v povodí Jizery
- Krystalinikum Krušných hor od Chomutovky po Moldavu
- Krystalinikum Lužických hor
- Krystalinikum Orlických hor
- Krystalinikum severní části Východní Sudet
- Krystalinikum Slavkovského lesa
- Krystalinikum Smrčin a západní části Krušných hor
- Krystalinikum Šluknovské pahorkatiny
- Krystalinikum v mezipovodí Mže pod Stříbrem
- Krystalinikum v mezipovodí Ohře po Kadaň
- Krystalinikum v povodí Dyje
- Krystalinikum v povodí Horní Vltavy a Úhlavy
- Krystalinikum v povodí Jihlavy
- Krystalinikum v povodí Lužnice
- Krystalinikum v povodí Mže po Stříbro a Radbuzy po Staňkov
- Krystalinikum v povodí Sázavy
- Krystalinikum v povodí Střední Vltavy
- Krystalinikum v povodí Svratky
- Krystalinikum východní části Krušných hor
- Krystalinikum Železných hor
- Krystalinikum, proterozoikum a paleozoikum v povodí Berounky
- Křída Dolní Kamenice a Křinice
- Křída Dolní Ploučnice a Horní Kamenice
- Křída Dolního Labe po Děčín - levý břeh, jižní část
- Křída Dolního Labe po Děčín - levý břeh, severní část
- Křída Dolního Labe po Děčín - pravý břeh
- Křída Horní Ploučnice
- Křída Košáteckého potoka
- Křída Liběchovky a Pšovky
- Křída Obrtky a Úštěckého potoka
- Křída severně od Prahy
- Kulm Drahanské vrchoviny
- Kulm Nízkého Jeseníku v povodí Moravy
- Kulm Nízkého Jeseníku v povodí Odry
- Kuřimská kotlina
- Kutnohorské krystalinikum
- Kvartér a miocén Žitavské pánve
- Kvartér a neogén odravské části Chebské pánve
- Kvartér Dolní Bečvy
- Kvartér Dolnomoravského úvalu
- Kvartér Dyje
- Kvartér Frýdlantského výběžku
- Kvartér Horní Bečvy
- Kvartér Horní Moravy
- Kvartér Jevišovky
- Kvartér Jihlavy
- Kvartér Labe po Hradec Králové
- Kvartér Labe po Jizeru
- Kvartér Labe po Kolín
- Kvartér Labe po Lovosice
- Kvartér Labe po Nymburk
- Kvartér Labe po Pardubice
- Kvartér Labe po Týnec
- Kvartér Labe po Vltavu
- Kvartér Liberecké kotliny
- Kvartér Loučné a Chrudimky
- Kvartér Lužnice
- Kvartér Mže
- Kvartér Nežárky
- Kvartér Odry
- Kvartér Opavské pahorkatiny
- Kvartér Opavy
- Kvartér Orlice
- Kvartér Otavy a Blanice
- Kvartér Radbuzy
- Kvartér soutokové oblasti Moravy a Dyje
- Kvartér Svratky
- Kvartér Úhlavy
- Kvartér Urbanické brány
- Kvartér Valové, Romže a Hané
- Kyšperská synklinála - jižní část
- Kyšperská synklinála v povodí Orlice
- Labská křída
- Manětínská pánev
- Mladečský kras
- Moravský kras
- Mostecká pánev - severní část
- Mostecká pánev -jižní část
- Náchodský perm
- Oderská brána
- Ohárecká křída
- Ostravská pánev - karvinská část
- Ostravská pánev - ostravská část
- Pavlovské vrchy a okolí
- Pliopleistocén Blaty
- Pliopleistocén Homomoravského úvalu - jižní část
- Pliopleistocén Homomoravského úvalu - severní část
- Plzeňská pánev
- Podkrkonošský permokarbon
- Podorlická křída v povodí Orlice
- Podorlická křída v povodí Úpy a Metuje
- Polická pánev
- Poorlický perm - severní část
- Poorlický perm -jižní část
- Proterozoikum a paleozoikum v povodí přítoků Vltavy
- Rakovnická pánev
- Roudnická křída
- Sokolovská pánev
- Středomoravské Karpaty
- Svrchní silur a devon Barrandienu
- Teplický ryolit
- Třeboňská pánev - jižní část
- Třeboňská pánev - severní část
- Třeboňská pánev - střední část
- Ústecká synklinála v povodí Orlice
- Ústecká synklinála v povodí Svitavy
- Velimská křída
- Velkoopatovická křída
- Vysokomýtská synklinála
- Vyškovská brána
- Žihelská pánev